# 鼻翼大軟骨
鼻翼大軟骨（英語：greater alar cartilage）是一種較薄的軟骨，位於鼻外側軟骨的下方。鼻孔上的內側壁與外側壁是鼻翼大軟骨在鼻翼上以彎曲的形式所形成的。形成鼻孔內側壁的部分鬆散的連接著相對軟骨的相應部分，造就了較厚的外皮（覆蓋物）和鄰接組織，也就是鼻中隔。